# 上拉德山
46°53′32″N 10°6′42″E / 46.89222°N 10.11167°E

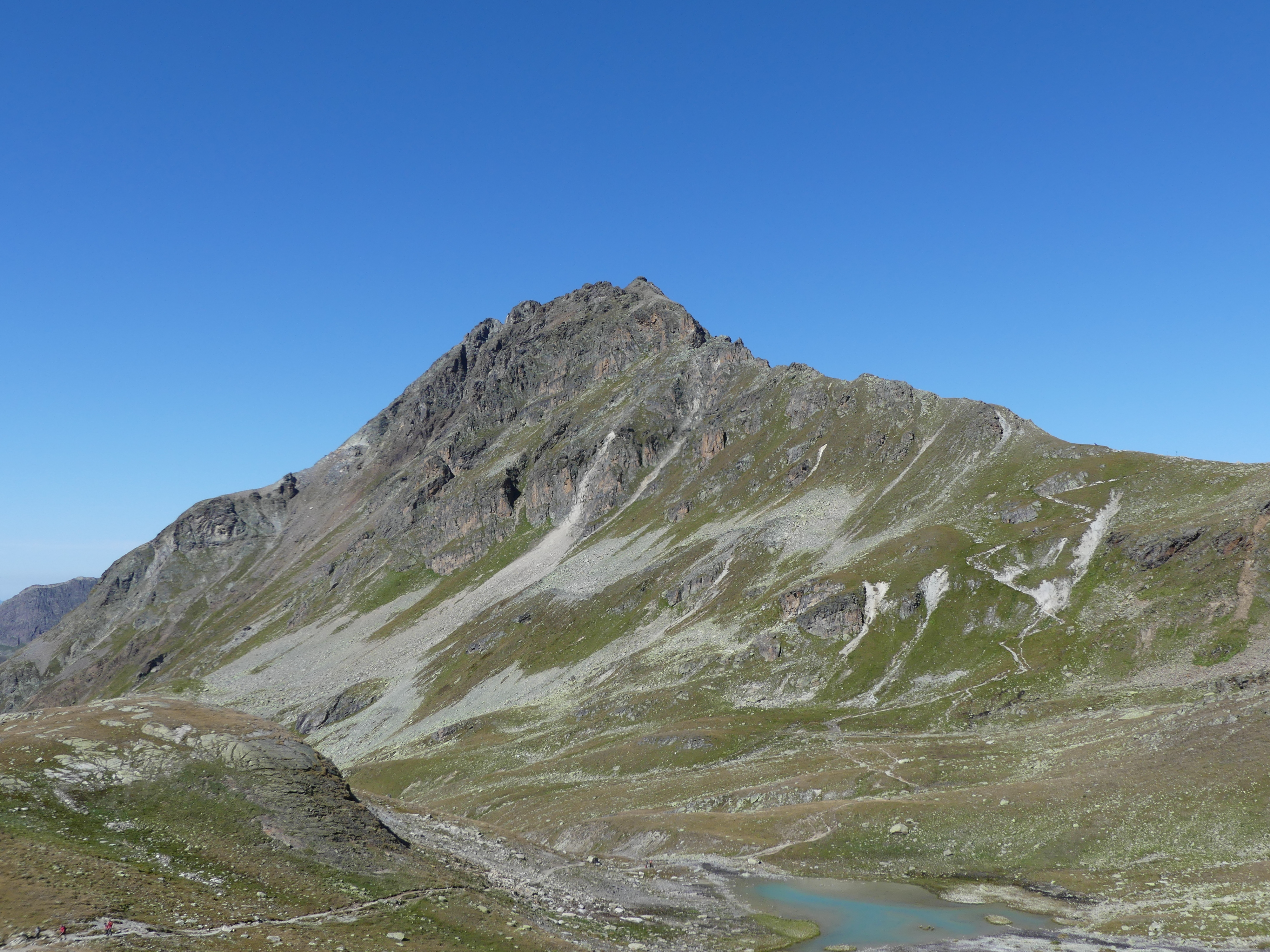

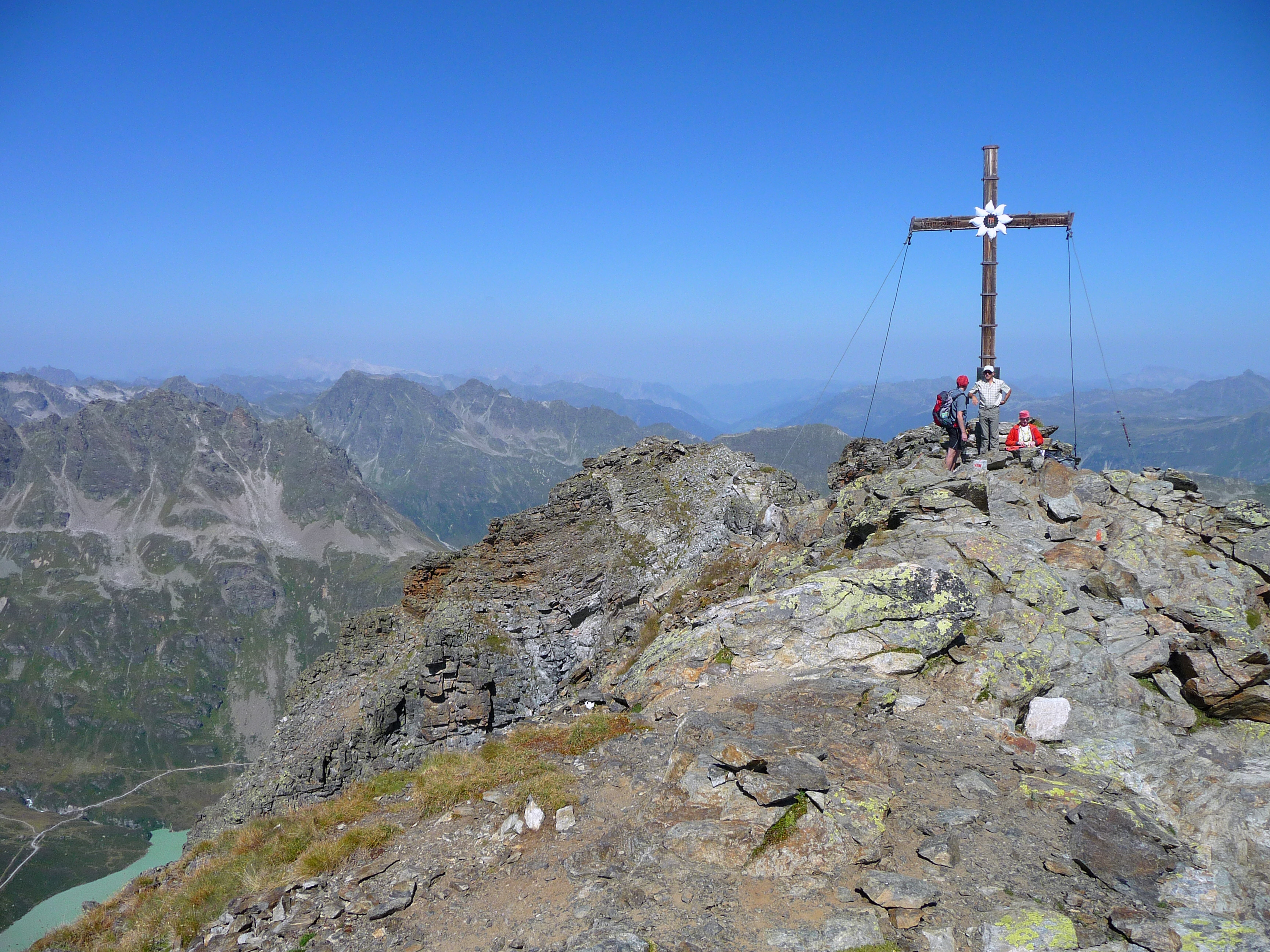

上拉德山（德語：Hohes Rad），是奧地利的山峰，位於該國南部，處於蒂羅爾州和福拉爾貝格州接壤的邊界，屬於錫爾夫雷塔阿爾卑斯山脈的一部分，海拔高度2,934米，每年平均降雨量1,367毫米。